# Geluwe
Geluwe, en français Gheluve, est une section et un village belge de la ville de Wervik situé dans la province de Flandre-Occidentale. C'était une commune à part entière avant la fusion des communes de 1977.
Étymologiquement, le nom Geluwe vient de l'ancien flamand ghilwe, qui signifie « couleur jaune » ou « jaunâtre », par allusion à la couleur de la boue et des sédiments de sable dans le ruisseau Geluwebeek (dont le nom peut se traduire par « ruisseau jaunâtre »).

## Géographie
Geluwe est situé sur le grand axe routier Ypres - Courtrai. C'est un village, à quelques kilomètres au nord-est du centre de Wervik (où la Lys marque la frontière entre la Belgique et la France) et au nord-ouest de la ville de Menin.
La localité possède un hameau, Ter Hand, situé sur les collines qui surmontent la vallée de la Lys.
Avant 1977, Geluwe était un village autonome avec un bourgmestre et un conseil communal. À partir de 1977, année d'un vaste processus de fusion de communes en Belgique, Geluwe devient une section de la ville de Wervik.
En dehors du village, une sortie de l'autoroute Autoroute A19 (Belgique) relie la route N58 ce qui fait que le village est facilement accessible de différentes grandes agglomérations dans la région.
Cette situation géographique intéressante fait que le village connait une croissance continue, et une immigration importante d'habitants de classe moyenne. Geluwe connait une forte communauté festive et un réseau d'associations assez dense.
Geluwe a longtemps été le terminus pour de nombreux tramways du réseau régional. Le village est maintenant le terminus pour les lignes de bus en provenance de Mouscron.

## Démographie

### Évolution démographique
- Sources : INS, Rem. : 1831 jusqu'en 1970 = recensements, 1976 = nombre d'habitants au 31 décembre[2].

## Histoire
Le village a connu une histoire mouvementée lors des deux Guerres mondiales : durant la Première Guerre mondiale, étant juste aux abords du front des Batailles d'Ypres et du Saillant d'Ypres, Geluwe fut un lieu de repos pour les troupes allemandes. Au cours de la Seconde Guerre mondiale, la bataille de Geluwe a fait de nombreuses victimes.
C'est dans le centre du bourg qu'est tombé la première victime mortelle australienne de la Première Guerre mondiale lors de la première bataille d'Ypres, en 1914 : William Thomas Leggett.
Au début de la Seconde Guerre mondiale, Geluwe est la scène de la bataille de Geluwe, une des batailles dans le courant du retrait des troupes anglaises vers Dunkerque. Un monument à cet effet y est érigé.

## Agriculture et Industries
Geluwe est un village purement agricole qui profite au sud de la vallée de la Lys et de sa culture de lin et de tabac (tabac de Wervik). Au nord, les champs vallonnés marquent le début de la région de Roulers où il y a plus de culture de légumes.
Au fil du temps, plusieurs zones artisanales ont vu le jour, avec des PME locales.
C'est à Geluwe que se situe le berceau et le siège social de la société Vanheede, grande entreprise spécialisée dans le recyclage.
Vu la situation géographique, de nombreux habitants de Geluwe vont travailler à Courtrai, Ypres, Menin ou Roulers. 

## Personnalités liées à la localité
- Remi Ghesquière (1866-1964), écrivain et poète
- Jo Lernout (nl), ancien patron de Lernout & Hauspie ;
- Ward Lernout, peintre né en 1931
- Karl Cneut, illustrateur
- Henri Pype, aumône des pêcheurs d'Ostende[incompréhensible]
- Peter Bulcaen, acteur
- Marijke Pinoy, actrice
- Wouter Deprez, comique et cabaretier

## Galerie

L’église Saint-Denis
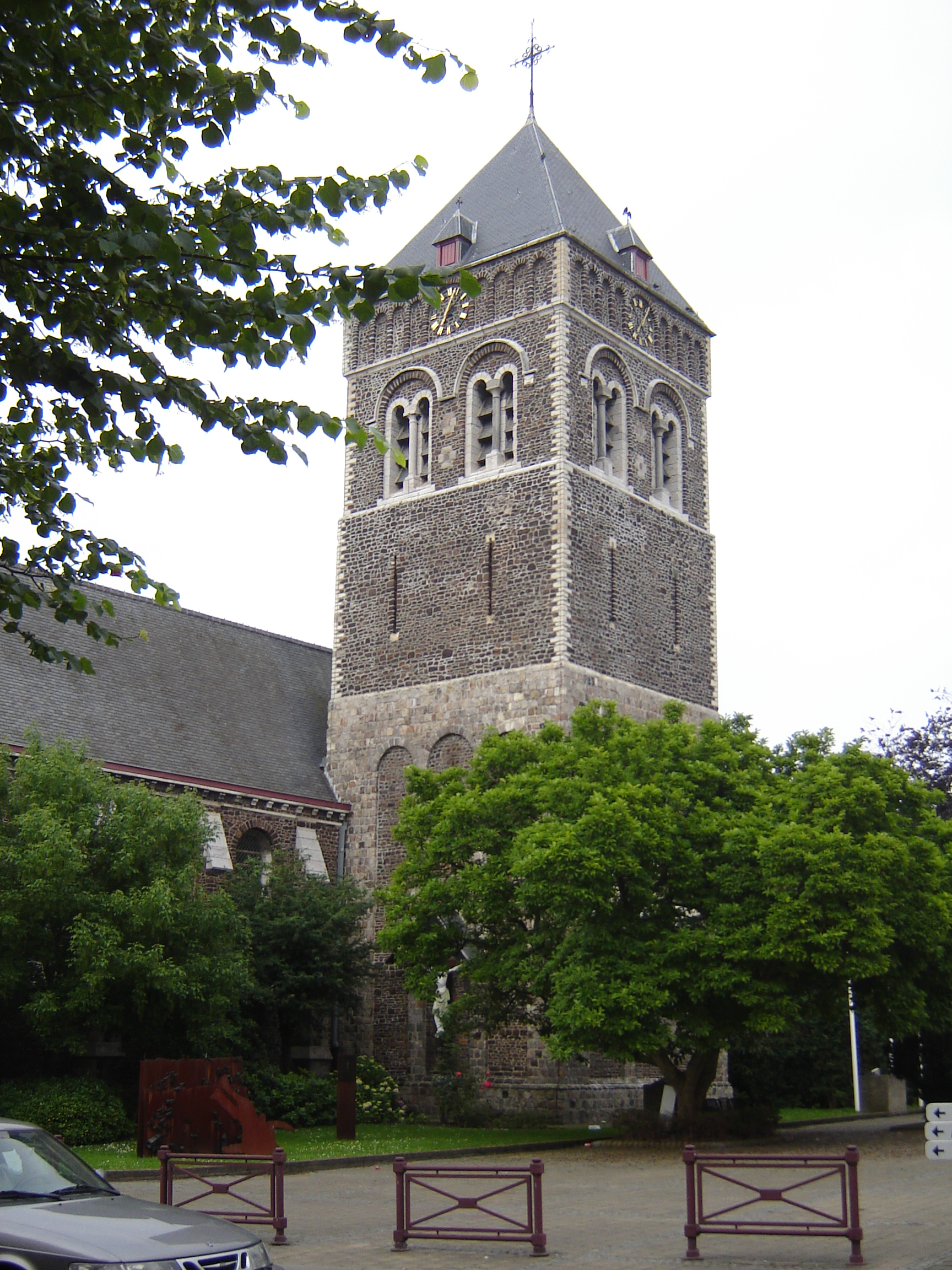
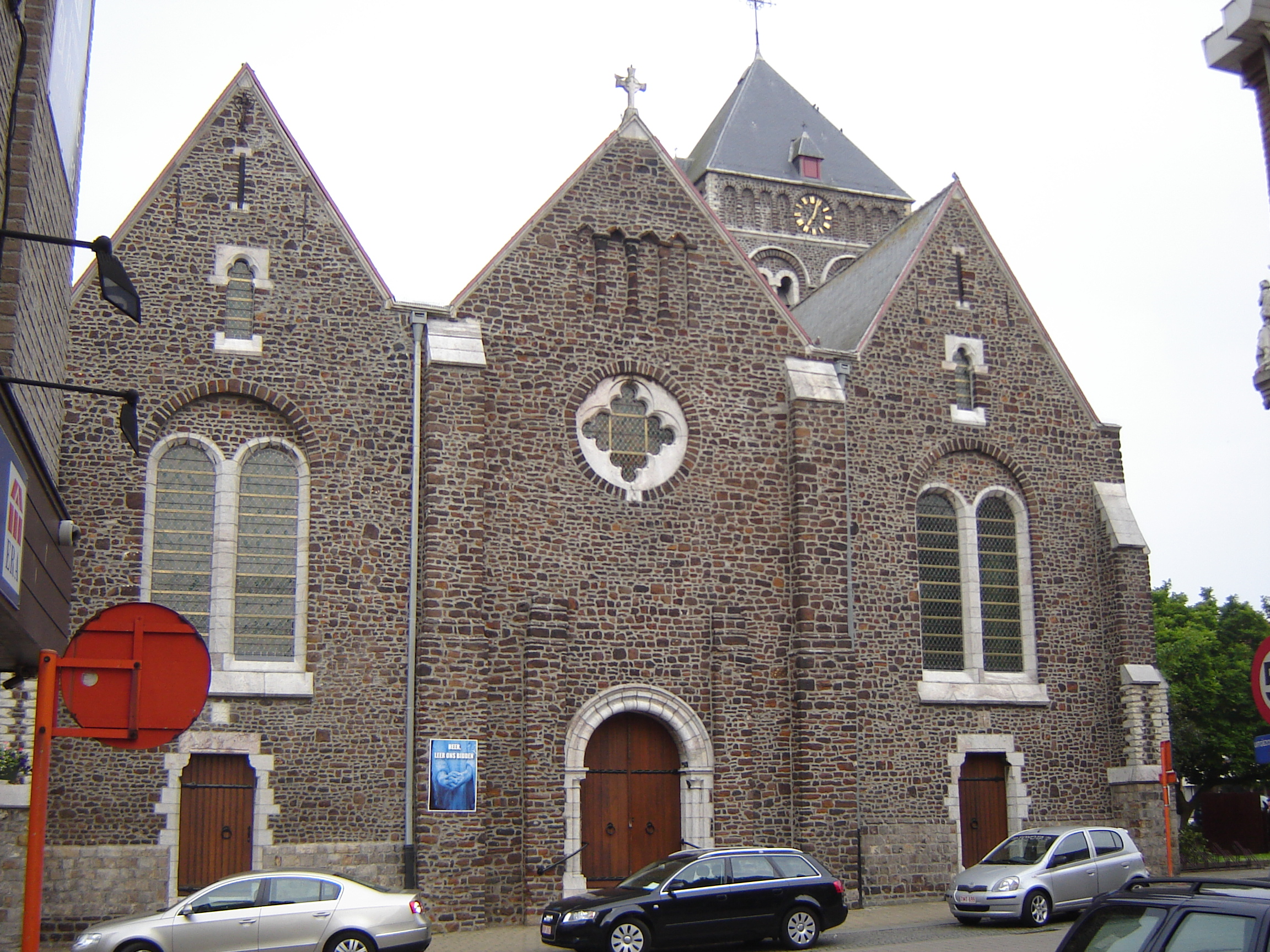
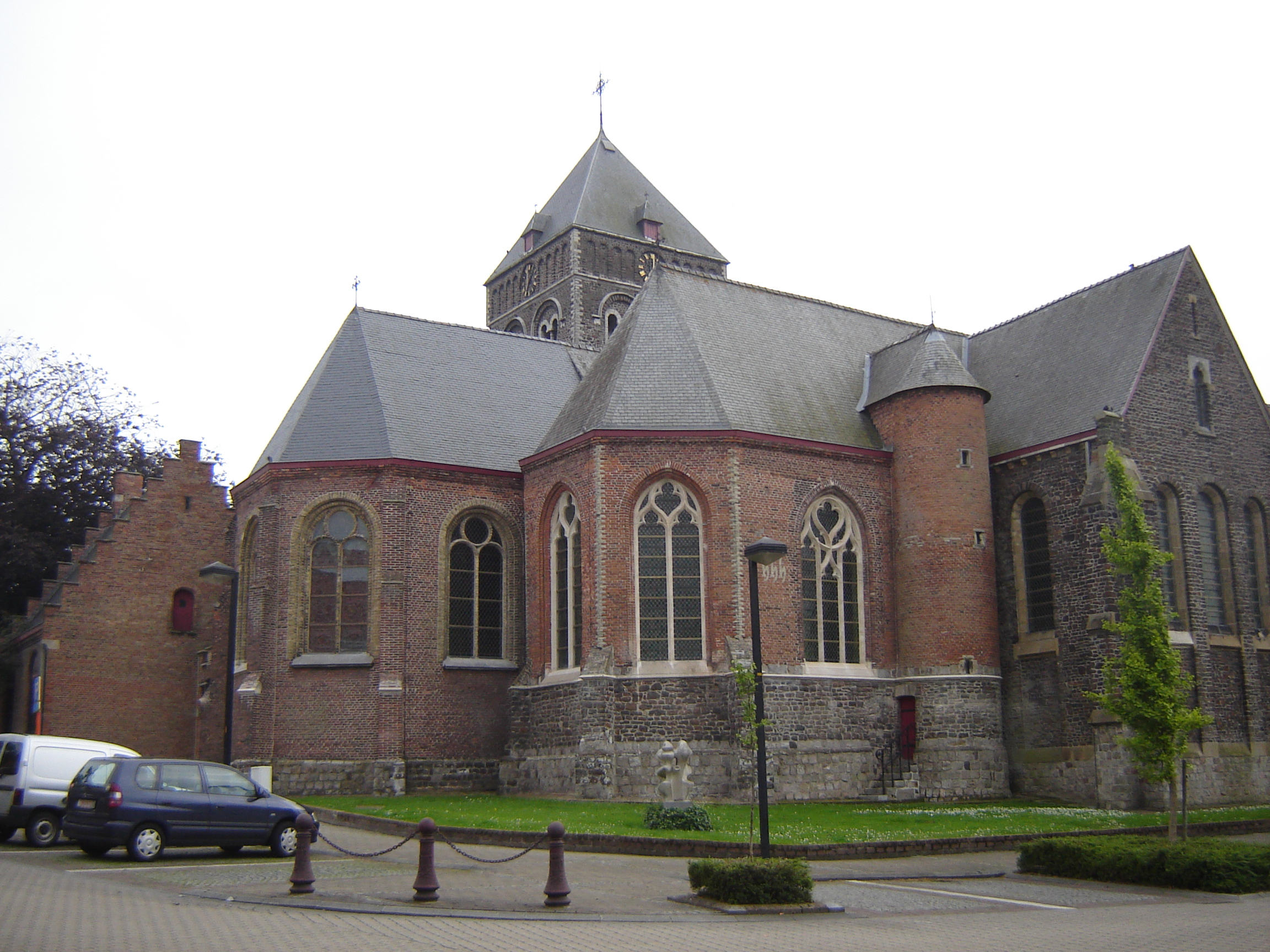
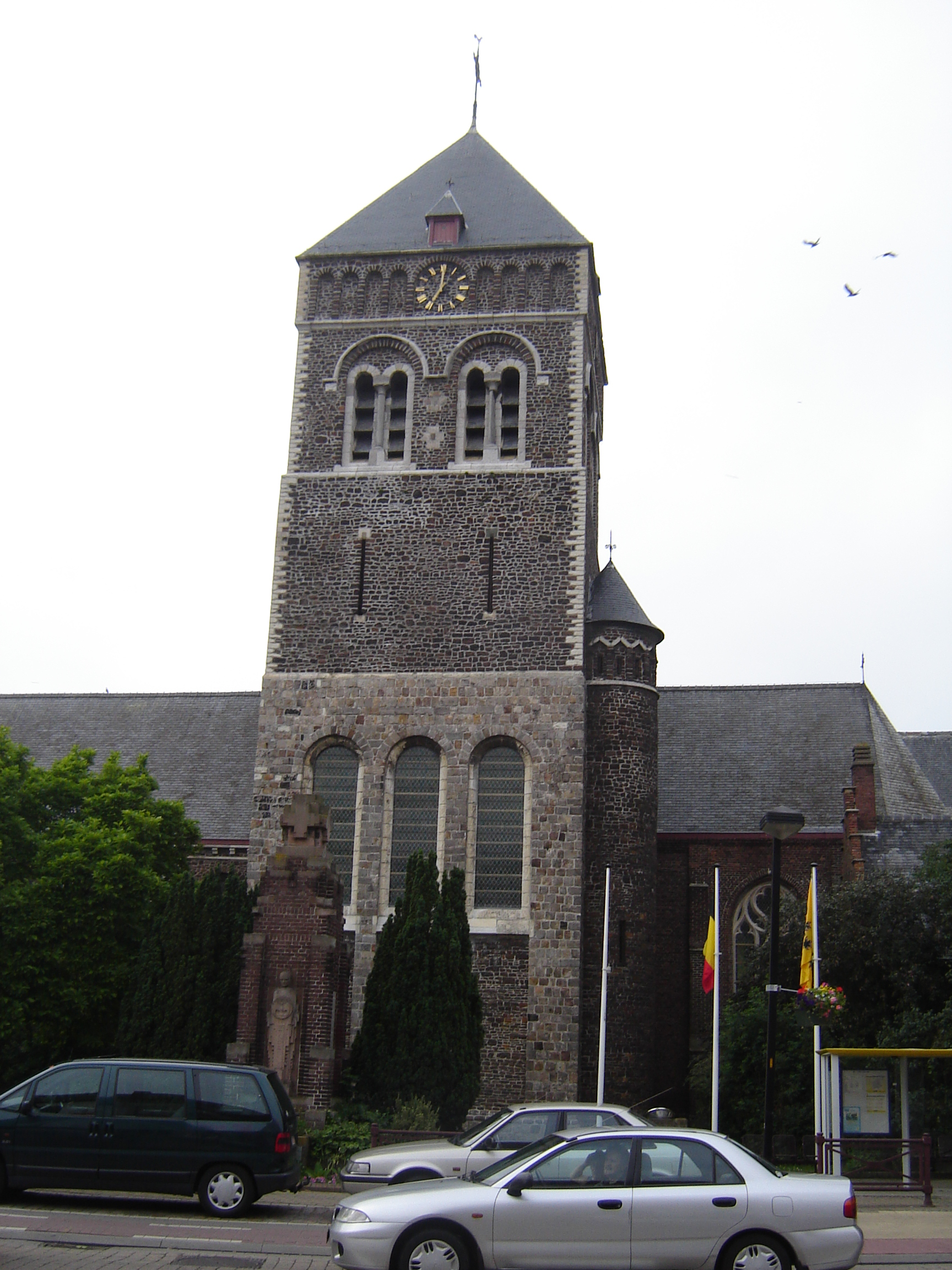